# FK Cementarnica 55
FK Cementarnica 55 (în macedoneană ФК Цементарница 55) este un club de fotbal din capitala statului Macedoniei de Nord, Skopje. În prezent, echipa concurează în liga a treia.

## Istoria clubului
Clubul a fost fondat ca FK FCU în 1955, după numele fondatorului, fosta fabrică de ciment „FC Usje” (fabrika za cement Usje) Skopje.
Cele mai importante realizări pe plan intern a fost locul doi a ligii a doua în sezonul 2006-07 și promovarea directă în primul eșalon al fotbalului macedonean, și cele două finale de cupă jucate în 2002 și 2003. Pe cea dintâi a pierdut-o, iar pe cea de-a doua și-au adjudecat-o după loviturile de departajare.